# Casal de Loivos
Casal de Loivos is een plaats (freguesia) in de Portugese gemeente Alijó en telt 198 inwoners (2001).